# Premi e riconoscimenti di Shirley MacLaine
Questa è la lista dei premi e riconoscimenti ottenuti da Shirley MacLaine, attrice statunitense.

## Riconoscimenti
- Premio Oscar
  - 1959 – Candidatura alla miglior attrice per Qualcuno verrà
  - 1961 – Candidatura alla miglior attrice per L'appartamento
  - 1964 – Candidatura alla miglior attrice per Irma la dolce
  - 1976 – Candidatura al miglior documentario per The Other Half of the Sky: A China Memoir
  - 1978 – Candidatura alla miglior attrice per Due vite, una svolta
  - 1984 – Miglior attrice per Voglia di tenerezza

- Golden Globe
  - 1955 – Miglior attrice debuttante per  La congiura degli innocenti
  - 1959 – Golden Globe Speciale per l'attrice più versatile
  - 1959 – Candidatura alla miglior attrice in un film drammatico per Qualcuno verrà
  - 1960 – Candidatura alla miglior attrice in un film commedia o musicale per Tutte le ragazze lo sanno
  - 1961 – Migliore attrice in un film commedia o musicale per L'appartamento
  - 1962 – Candidatura alla migliore attrice in un film drammatico per Quelle due
  - 1964 – Miglior attrice in un film commedia o musicale per Irma la dolce
  - 1967 – Candidatura alla miglior attrice in un film commedia o musicale per Gambit - Grande furto al Semiramis
  - 1968 – Candidatura alla miglior attrice in un film commedia o musicale per Sette volte donna
  - 1970 – Candidatura alla miglior attrice in un film commedia o musicale per Sweet Charity - Una ragazza che voleva essere amata
  - 1980 – Candidatura alla miglior attrice in un film commedia o musicale per Oltre il giardino
  - 1984 – Miglior attrice in un film drammatico per Voglia di tenerezza
  - 1988 – Candidatura alla miglior attrice in una mini-serie o film per la televisione per Tra il buio e la luce
  - 1989 – Miglior attrice in un film drammatico per Madame Sousatzka
  - 1991 – Candidatura alla miglior attrice non protagonista per Cartoline dall'inferno
  - 1993 – Candidatura alla miglior attrice in un film commedia o musicale per La vedova americana
  - 1995 – Candidatura alla miglior attrice in un film commedia o musicale per Cara, insopportabile Tess
  - 1998 – Golden Globe alla carriera
  - 2003 – Candidatura alla miglior attrice in una mini-serie o film per la televisione per La battaglia di Mary Kay
  - 2006 – Candidatura alla migliore attrice non protagonista per In Her Shoes - Se fossi lei
  - 2009 – Candidatura alla miglior attrice in una mini-serie o film per la televisione per Coco Chanel

- Mostra del cinema di Venezia
  - 1960 – Coppa Volpi per la migliore interpretazione femminile per L'appartamento
  - 1988 – Coppa Volpi per la migliore interpretazione femminile per Madame Sousatzka

- Festival del cinema di Berlino
  - 1959 – Orso d'argento alla miglior attrice per Tutte le ragazze lo sanno
  - 1971 – Orso d'argento alla miglior attrice per Desperate Characters
  - 1999 – Orso d'oro alla carriera

- BAFTA
  - 1957 – Candidatura alla miglior attrice internazionale per La congiura degli innocenti
  - 1960 – Miglior attrice internazionale per Tutte le ragazze lo sanno
  - 1961 – Miglior attrice internazionale per L'appartamento
  - 1965 – Candidatura alla miglior attrice internazionale per Irma la dolce e La signora e i suoi mariti
  - 1981 – Candidatura alla miglior attrice protagonista per Oltre il giardino
  - 1985 – Candidatura alla miglior attrice protagonista per Voglia di tenerezza
  - 1991 – Candidatura alla miglior attrice protagonista per Cartoline dall'inferno
  - 1991 – Candidatura alla miglior attrice non protagonista per Fiori d'acciaio

- Primetime Emmy Awards
  - 1975 – Candidatura al miglior programma speciale commedia o musicale per Shirley MacLaine: If They Could See Me Now
  - 1976 – Miglior programma speciale commedia o musicale per Gypsy in My Soul
  - 1977 – Candidatura al miglior programma speciale commedia o musicale per The Shirley MacLaine Special: Where Do We Go from Here?
  - 1979 – Candidatura al miglior varietà o programma musicale dell'anno per Shirley MacLaine at the Lido
  - 1980 – Candidatura al miglior varietà o programma musicale dell'anno per Shirley MacLaine... "Every Little Movement"
  - 2009 – Candidatura alla miglior attrice protagonista in un film per la televisione o miniserie per Coco Chanel

- David di Donatello
  - 1964 – Miglior attrice straniera per Irma la dolce
  - 1984 – Miglior attrice straniera per Voglia di tenerezza
  - 1989 – Candidatura alla miglior attrice straniera per Madame Sousatzka

- New York Film Critics Circle Awards
  - 1971 – Candidatura alla miglior attrice protagonista per Desperate Characters
  - 1983 – Miglior attrice protagonista per Voglia di tenerezza

- Los Angeles Film Critics Association Awards
  - 1983 – Miglior attrice per Voglia di tenerezza
  - 2016 – Premio alla carriera

- Satellite Awards
  - 1997 – Candidatura alla miglior attrice in un film commedia o musicale per Scambio di identità
  - 2005 – Candidatura alla miglior attrice non protagonista in un film drammatico per In Her Shoes - Se fossi lei

- National Board of Review
  - 1983 – Miglior attrice per Voglia di tenerezza

- Chicago Film Critics Association Awards
  - 1990 – Candidatura alla migliore attrice non protagonista per Fiori d'acciaio

- GLAAD Media Awards
  - 2002 – Vanguard Award

- St. Louis Film Critics Association
  - 2005 – Candidatura alla miglior attrice non protagonista per In Her Shoes - Se fossi lei

- Screen Actors Guild Awards
  - 2009 – Candidatura alla miglior attrice in una miniserie o film per la televisione per Coco Chanel

- Critics' Choice Awards
  - 2013 – Candidatura alla miglior attrice in una commedia per Bernie